# 卡尔·维特根斯坦
卡尔·维特根斯坦（德語：Karl Wittgenstein，1847年4月8日—1913年1月20日）是奥匈帝国晚期奥地利最成功的企业家之一，他被看作是当时时期的一名代表人物，是哲学家路德维希·维特根斯坦和鋼琴家保羅·維根斯坦的父亲。

## 家族背景
维特根斯坦出生在今天德国锡根-维特根施泰因县地区。他的祖父是赛因－维特根斯坦家族伯爵的大管家。1803年他去考尔巴赫做羊毛批发生意。

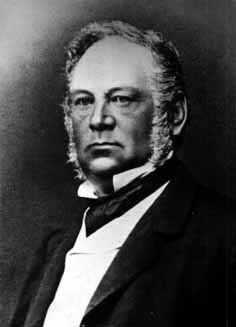
卡尔·维特根斯坦的父亲，海因里希·克里斯蒂安·维特根斯坦

1808年在拿破仑统治期间当时威斯特法伦王国下令国内所有人平等，因此所有犹太人必须在三个月内选择一个姓。维特根斯坦的祖父选择了他的出生地维特根斯坦。他的羊毛公司成为考尔巴赫最大的公司，但是后来又衰败了。他的儿子海因里希·克里斯蒂安·维特根斯坦在1830年代末把公司迁到莱比锡附近。
海因里希·克里斯蒂安·维特根斯坦改信基督新教后于1839年与一名出自一个著名维也纳犹太家庭的女子结婚。这个犹太家庭也是改信新教的人。

## 早年經歷

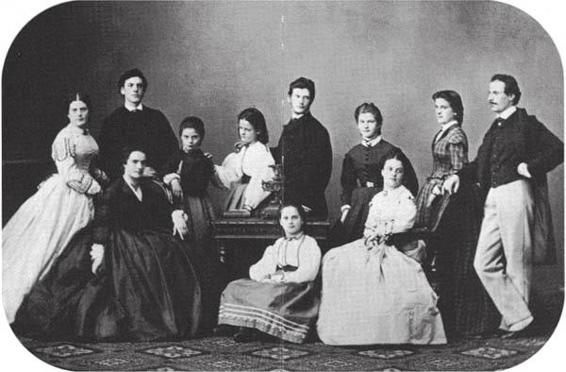
卡尔·维特根斯坦（左二）與其兄弟姊妹

1847年卡尔·维特根斯坦出生，他是11个孩子中的第六个。三年后他们家迁往奥地利弗森多夫。卡尔·维特根斯坦的四个弟弟和妹妹是在那里出生的。1860年他们家迁居维也纳，他父亲在那里做房产买卖。
11岁时卡尔·维特根斯坦首次企图出逃。17岁时他在学校里写做文章对于是否有不朽的灵魂提出质疑，因此学校对他警告，他退学。一年后，1865年，他真的离家出走。他从一个大学生手里买了一本护照后单独前往美国。据他自己说当时他只带了一把小提琴。他在纽约当酒店服务员、音乐家、教数学、德语、拉丁语、希腊语和音乐、小提琴、长号，最后还在一条内河船上当舵手。几乎一整年他没有向家里告诉任何消息。两年后他才回到维也纳。

## 婚姻
1873年卡尔·维特根斯坦与一名来自布拉格犹太家庭的钢琴家结婚。一年后两人移居特普利采，后来又搬到维也纳的一座别墅。两人有九个孩子：
- 赫敏（1874年出生于特普利采，1950年逝世）终身未嫁
- 多拉（1876年出生和逝世于维也纳）出生时死去
- 汉斯（1877年出生于维也纳，1902年逝世于美国切萨皮克湾，可能自杀）
- 库尔特（1878年出生于维也纳，1918年11月逝世，自杀）
- 海伦（1879年出生于维也纳，1956年逝世）与一名政府官员结婚
- 鲁道尔夫（1881年出生于维也纳，1904年逝世，自杀）
- 玛格丽特（英语：Margaret Stonborough-Wittgenstein）（1882年9月19日出生于维也纳，1958年逝世于维也纳），1904年结婚，1923年离婚
- 保罗（1887年5月11日出生于维也纳，1961年3月3日逝世于纽约），1914年在第一次世界大战中负伤丧失右臂，依靠惊人的毅力成为世界上最著名的独臂钢琴家
- 路德维希（1889年4月26日出生于维也纳，1951年4月29日逝世于剑桥），哲学家

在家里卡尔·维特根斯坦是一个专制的父亲和丈夫，他的孩子们常受到他的责备和惩罚，这可能是导致他们普遍心理异常的原因之一。

## 钢铁事业
卡尔·维特根斯坦在维也纳工业大学学了短期工程后开始当技术绘图员和工程师，他的工作为他带来了奇迹般的经济成功。一开始他在特普利采的碾轧厂工作，1876年他被选入管理会，1877年成为厂长，几年后他也成为该厂的主股东。
1886年卡尔·维特根斯坦接收了布拉格钢铁工业协团后设立了奥地利第一个钢铁垄断。1887年他继续收购钢铁厂。1890年他把上施蒂利亞的镰刀工业集中到尤登堡联合镰刀厂。1897年他的影响达到顶峰，这一年他购买了奥地利阿尔卑斯冶金集团的股票多数，此后他严格施行合理化和集中化政策。
1898年他辞去所有职务，卖掉了他的奥地利工厂，把他的巨额财产转移到国外，然后和他的夫人去环球旅游。
与其他有成就的犹太银行家和企业家不同的是卡尔·维特根斯坦拒绝被提升为贵族。他自己说自己是一个维特根斯坦，而不愿成为一个一般的“环城街伯爵”。他自己也散布传言说他的家庭可能是德国高等贵族（比如赛因－维特根斯坦家族）的一个私生子。

## 赞助艺术
卡尔·维特根斯坦非常慷慨地赞助当时的艺术界。他为维也纳分离派的形成做出了非常大的贡献。约翰内斯·勃拉姆斯、古斯塔夫·馬勒、布鲁诺·瓦尔特、帕布罗·卡萨尔斯等音乐家是维特根斯坦家的常客。